# Don Bosco (Panamá)
Don Bosco es uno de los 26 corregimientos del distrito de Panamá, fundado según la ley 42 del 31 de mayo de 2017. Fue segregado del sector este del corregimiento de Juan Díaz. Su cabecera es Don Bosco.
El corregimiento comprende unas 26 comunidades, entre ellas Costa Sur, Versalles, Villa Don Bosco, Cantabria, Las Acacias, Don Bosco, La Riviera, Altos de Plaza Tocumen, Bello Horizonte y Los Caobos.